# Oscar 2022
Cea de a 94-a ediție a Premiilor Academiei Americane de Film a onorat cele mai bune filme lansate între 1 martie și 31 decembrie 2021 și a fost programată să aibă loc la Dolby Theatre din Hollywood, Los Angeles, California la 27 martie 2022. La 21 decembrie 2021 au fost anunțate listele scurte de filme care vor concura pentru nominalizări la zece categorii. Nominalizările au fost anunțate la 8 februarie 2022.